# Calle 54
Calle 54 è un film documentario del 2000 diretto da Fernando Trueba.
La pellicola presenta alcuni dei migliori esponenti del genere del jazz latino o latino jazz, come è noto negli Stati Uniti. Il documentario è una coproduzione spagnola, francese e italiana. Il film prende il nome dai Sony Music Studios, dove è stato girato gran parte del film, che si trovano sulla 54th Street a New York City.

## Trama
Un film documentario frutto di un meticoloso lavoro di ricerca e follow-up che rende omaggio a molti degli artisti più importanti del Latin Jazz. Comprende, tra gli altri, artisti brasiliani (come Eliane Elias), cubani (come Paquito D'Rivera, Bebo Valdés e Chucho Valdés), spagnoli (come Chano Domínguez), domenicani (Michel Camilo), venezuelani (Aquíles Báez), portoricani (Tito Puente o Jerry González) e argentini Gato Barbieri, e in questo modo viaggia attraverso tutti i luoghi dove si sono sviluppate le diverse branche di questo genere, che mescola il ritmo e il suono della musica latina (tale come rumba, samba, joropo o flamenco) con l'armonia e la struttura del jazz. Le scene si svolgono con i principali artisti che suonano nelle loro band.

## Riconoscimenti
- Premi Goya 2001: miglior sonoro